# Orde dels Predicadors
L'orde dels Predicadors (Ordo Praedicatorum), coneguts popularment com a dominics o dominicans, és un orde mendicant fundat per Sant Domènec de Guzmán a Tolosa, a Occitània. Treballaven en les comunitats, sobretot en les ciutats, lluitant contra les heretgies mitjançant la predicació i l'ensenyament. El seu hàbit és blanc amb una túnica, escapulari, caputxa i capa de color negre. Com a símbol més conegut fan servir una creu de Calatrava de colors blanc i negre. El lema de l'orde és Laudare, benedicere, praedicare (lloar, beneir i predicar).
Una etimologia apòcrifa atribueix el nom de l'orde a Domini Canis, és a dir, gossos (guardians) del Senyor, potser fent al·lusió a la seva estreta vinculació amb la Inquisició, però en realitat es deriva del nom del seu fundador, Domènec de Guzmán (Dominicus, en llatí).

## Història

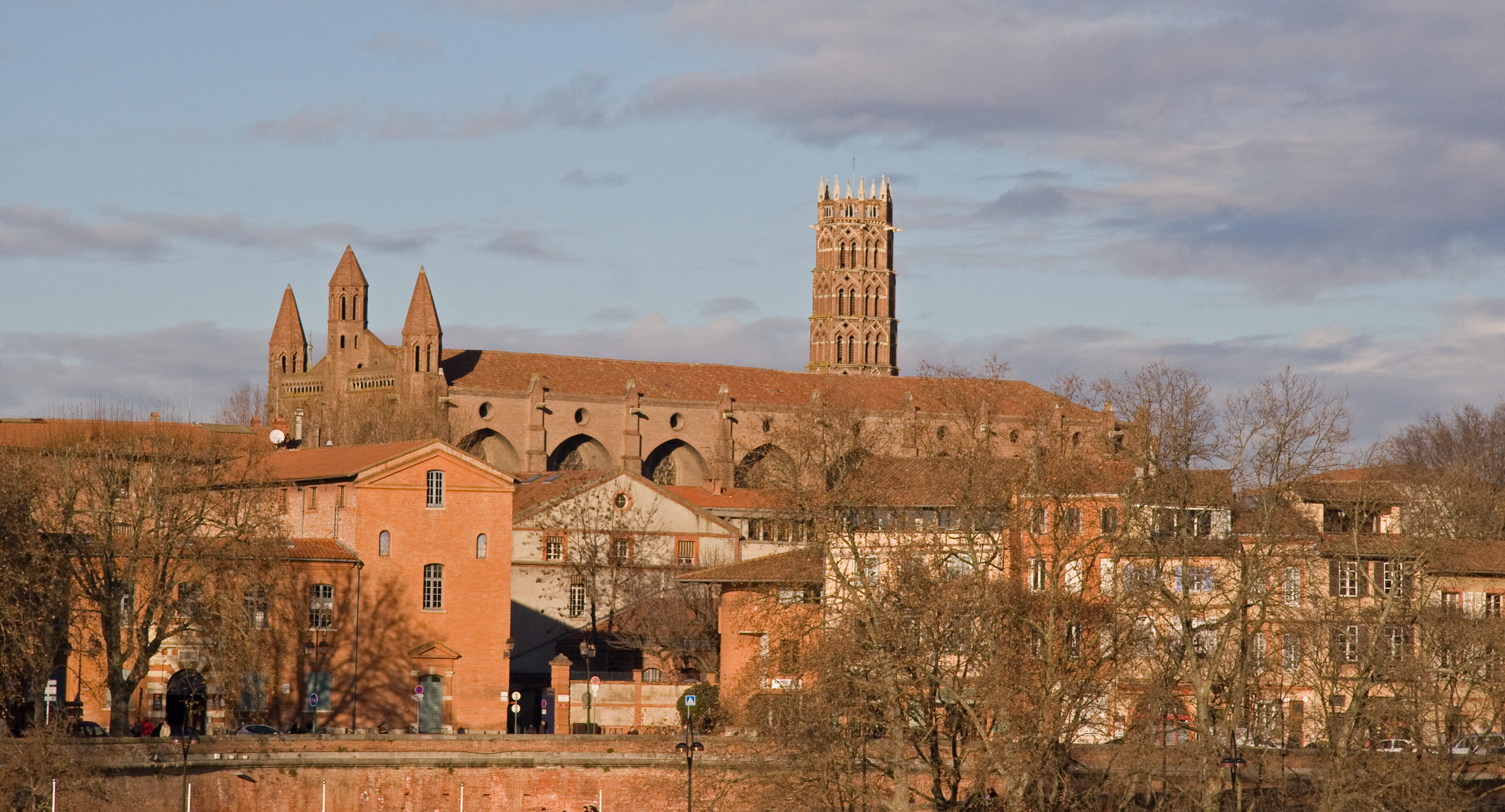
Església dels Jacobins de Tolosa

L'orde va ser fundat per Domènec de Guzman (1170-1221), canonge regular del Burgo de Osma: el 1203 va acompanyar el bisbe Diego de Acevedo en una missió diplomàtica enviada per Alfons VIII de Castella a Valdemar II de Dinamarca. Durant el viatge de tornada, travessaren el Llenguadoc i va adonar-se de la gran expansió que tenia l'heretgia dels albigesos, per la qual cosa va decidir d'unir-se als llegats enviats pel papa Innocenci III amb la intenció de fer tornar els heretges al si de l'Església catòlica.
Va reagrupar algunes dones que havia convertit de l'heretgia càtara i, en 1207 va fundar a Prolha, prop de Fanjaus, un monestir de monges dominiques. Domènec va continuar predicant pacíficament entre els albigesos, fins i tot després de l'assassinat del legat Pèire de Castelnau (1208), però refusant d'unir-se a la croada promulgada per Innocenci III. La seva obra missionera va prendre com a centre d'operacions el convent de Prolha.
Amb l'ajut del bisbe de Tolosa Folc, el 1215 va reunir alguns companys que volien predicar com ell i els va iniciar a la vida religiosa, formant una primera comunitat de frares allotjats a la Casa Seilhan de Tolosa: l'orde així constituït va rebre una primera aprovació oficiosa d'Innocenci III, reconeguda i confirmada pel seu successor Honori III el 22 de desembre de 1216. Després de l'aprovació oficial, els frares predicadors es difongueren per tot Europa, principalment a les ciutats on estaven instal·lant-se les primeres universitats, com Bolonya o París, al desenvolupament de les quals va contribuir decisivament l'orde dominic.
Com establia el concili Lateranense IV els frares havien d'adoptar una regla ja existent i van optar per la Regla de Sant Agustí, afegint-hi un conjunt de reglaments, les anomenades constitucions, que regulaven el funcionament intern de l'orde. Van fer-se famoses perquè introduïen una manera de govern molt democràtica que ha estat estudiada repetidament des d'un punt de vista jurídic. Van servir com a models per a altres constitucions d'ordes similars i per a molts municipis i consells municipals.
L'orde va promoure la difusió de la pregària del rosari, la invenció de la qual s'atribueix a Domènec de Guzman (de fet, el rosari no va existir fins que Domènec ja va ser mort: potser ell feia una pregària o letania en honor de la Mare de Déu, que havia establert el cartoixà Domenico di Proussiac. El rosari actual va ser codificat pel dominic francès André de la Roche i formalitzat a la reforma litúrgica de Pius V, també dominic).

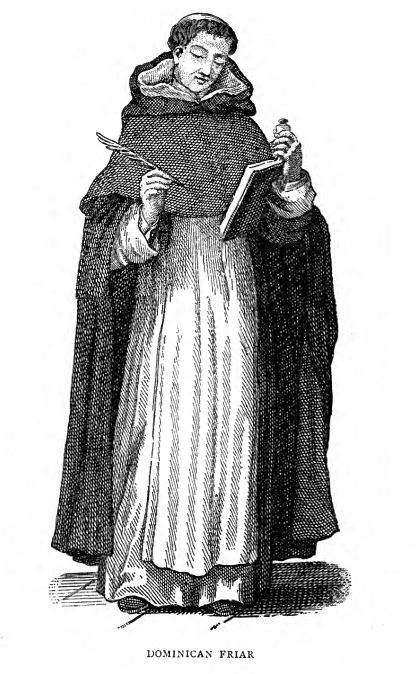
Hàbit dels dominics
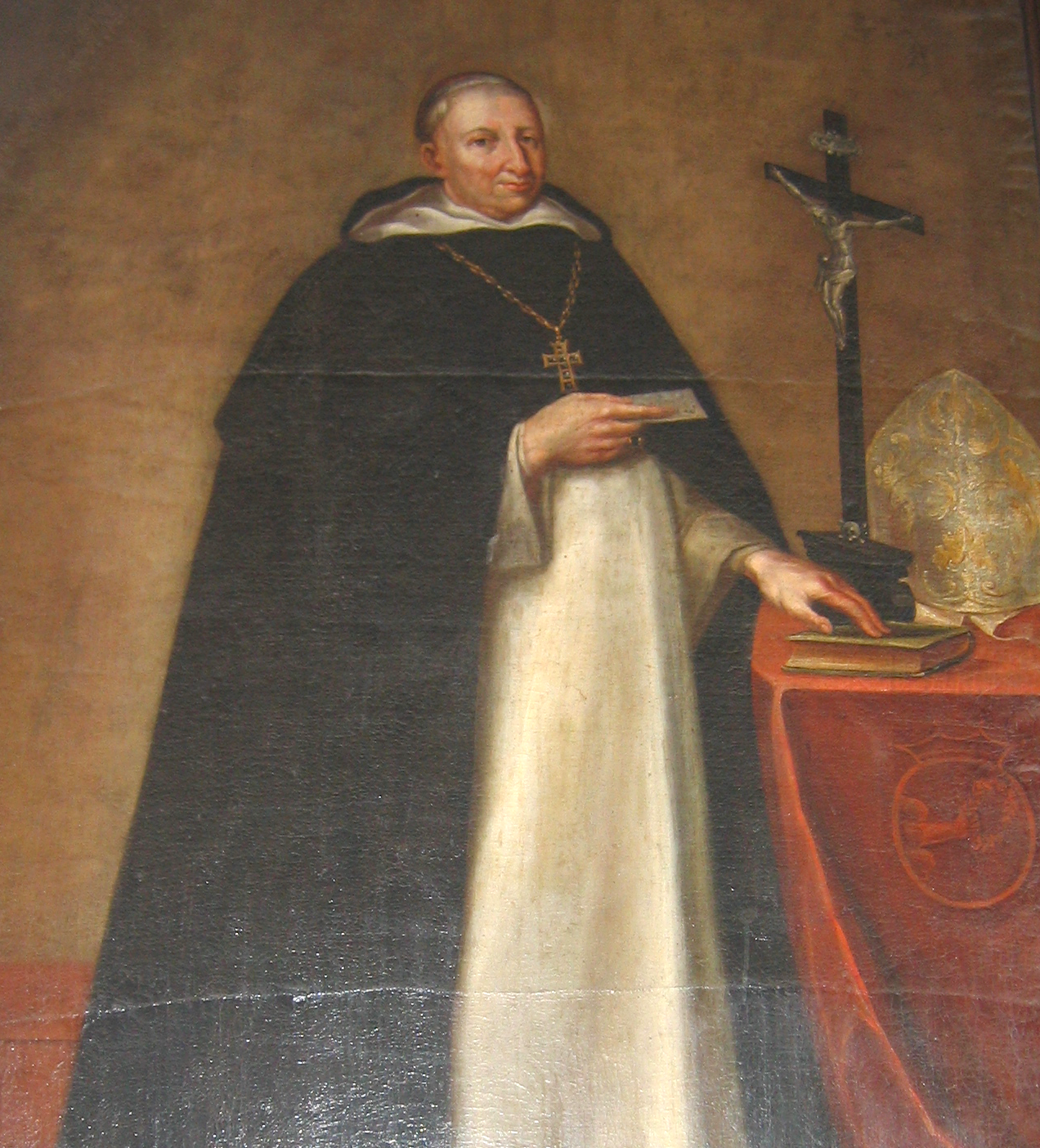
Jan Lubieniecki, bisbe, amb hàbit dominic
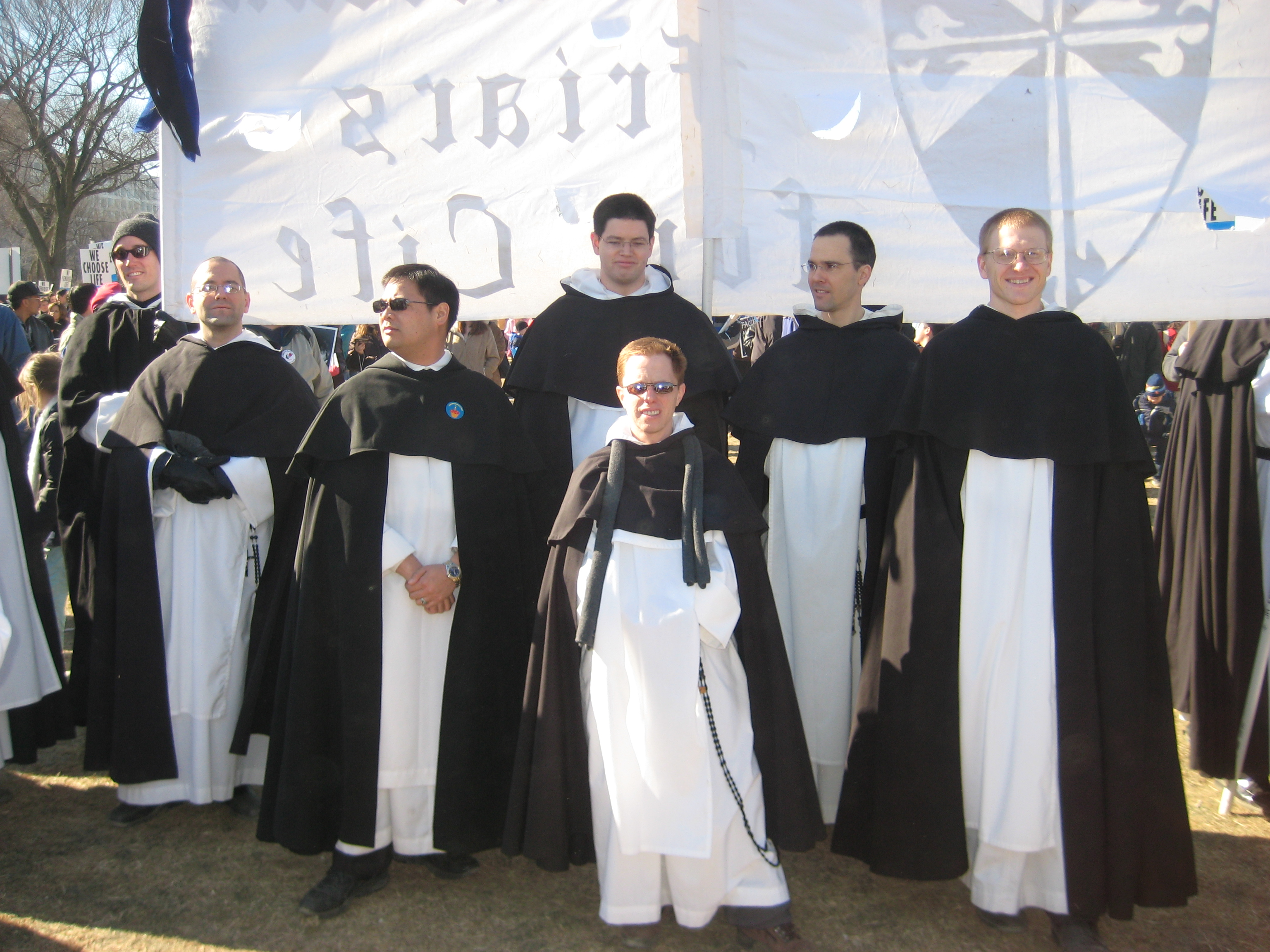
Hàbits dominics en l'actualitat

Es van estendre per tot Europa, el nord d'Àfrica, Àsia i Amèrica. En 1532, van ésser els primers missioners cristians al Perú, on van establir convents al Cusco i Lima (1534).

## Carisma
Els frares tenen el carisma de la predicació, fins llavors reservat gairebé exclusivament als bisbes i als sacerdots amb instrucció per a fer-ho, que n'eren pocs. Aquest mandat de la predicació, concedit expressament pel papa a tots els frares, va permetre que l'Església comptés amb una predicació vinculada al vot de pobresa, ja que els bisbes no hi estaven obligats i no podien donar-ne exemple.
La vida dominica es basa en els anomenats quatre pilars de la vida dominica, establerts al segle xiii:
- vida en comunitat (amb els vots d'obediència, pobresa i castedat)
- pregària i litúrgia en comunitat
- estudi
- servei

I, a més, la predicació de l'Evangeli i l'apostolat.
Per a poder desenvolupar la predicació de la manera més satisfactòria, es va preveure la possibilitat de la dispensa, mitjançant la qual el superior pot dispensar temporalment un frare d'alguna de les regles o observances, sempre que sigui necessària perquè la predicació sigui més efectiva.

## Hàbit
L'hàbit és blanc i consisteix en un alba o túnica, un capellà amb caputxa (coneguda com a esclavina), un escapulari i un rosari de 15 misteris subjectat al cinyell; i capa de color negre, emprada al cor. Fins entrat el segle XX era també comú que portessin tonsura, pràctica abandonada actualment.

## Família dominica
L'Orde està format per tres branques: els frares, les monges contemplatives i les fraternitats laïcals (Tercer Orde de Sant Domènec), però la família dominica es veu ampliada no només per aquestes tres branques, que són les que formen l'Orde, sinó per tot de congregacions de religioses de vida apostòlica i per una fraternitat sacerdotal.

## Difusió
A 31 de desembre de 2005, l'orde comptava amb 615 convents i 6.077 frares, 4.495 dels quals eren sacerdots.

## Algunes personalitats de l'orde
- Tomàs d'Aquino
- Sant Ramon de Penyafort
- Sant Albert el Gran
- Mestre Eckhart
- Sant Vicent Ferrer
- Fra Angelico
- Lope de Barrientos (Medina del Campo, 1382 - †Conca, 1469)
- Juan de Torquemada (??, Minerva - †(Roma)1468)
- Tomás de Torquemada (1420 - 1498)
- Tomasso de Vio (1468 - 1534) mestre de l'orde i teòleg reconegut
- Giordano Bruno
- Luis de Granada
- Antonio de Montesinos (1480 - 1540)
- Pedro de Córdoba (¿1482? - 1525)
- Bartolomé de las Casas (??, Madrid, 1566)
- Henri Lacordaire (Recey-sur-Ource, 1802 - † Sorèze, 1861)
- Francesc Coll (Gombrèn 1812- Vic 1875). Fundador de les Germanes Dominiques de l'Anunciata.
- Vincent McNabb (1868 – 1943)
- Gustavo Gutiérrez Merino (Lima, 1928 -). Fundador de la Teologia de l'Alliberament.
- Dominique Pire (Dinant, Bèlgica, 1910 - Lovaina. 1969). Premi Nobel de la Pau de 1958.
- Yves Congar (1904 - 1995), cardenal i teòleg.
- Marie-Joseph Lagrange (1855 — 1938), fundador de l'Escola bíblica i arqueològica francesa de Jerusalem.
- Beat Domènec Castellet (1597 - 1628), missioner al Japó.

### Dominics científics
- Vicent de Beauvais (1190-1264), erudit, que va escriure l'obra enciclopèdica Speculum maius, compendi de ciències naturals molt difós durant l'Edat mitjana
- Tomàs de Cantimpré (1210-1270), autor de l'obra enciclopèdica De rerum natura
- Teodoric Teutònic de Vriberg (1250-1313), dominic alemany a París que va ser el primer a explicar l'arc de Sant Martí amb una teoria que després aprofità Descartes.
- Francisco de Vitoria (Burgos o Vitòria, 1483/1486 - † Salamanca, 1546), fundador del dret internacional.
- Juan de Ortega (1480-1568), matemàtic, autor de Tratado subtilísimo d'aritmética y geometría
- Domingo de Soto (1495-1560), físic.
- Ignazio Danti (1536-1586), membre de la comissió que va dissenyar el calendari gregorià
- Roland de Vaux (1903-1971), arqueòleg i historiador francès